# Pu-Xian
Pu-Xian oder Puxian (chinesisch 莆仙話 / 莆仙话, Pinyin Púxiān huà) ist (je nach Definition) eine chinesische Sprache oder ein Dialekt, die zu den Min-Sprachen gehört. Sie wurde nach Putian und Xianyou in der Provinz Fujian benannt, wo sie von 2,5 Millionen Menschen gesprochen wird.

## Weblinks

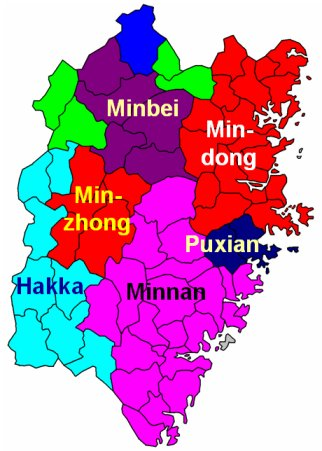
Dialekte der Provinz Fujian